# Oxira nigra
Oxira nigra är en fjärilsart som beskrevs av Hanan Bytinski-salz 1939. Oxira nigra ingår i släktet Oxira och familjen nattflyn. Inga underarter finns listade i Catalogue of Life.